# Саут Вилијамспорт (Пенсилванија)
Саут Вилијамспорт (енгл. South Williamsport) град је у америчкој савезној држави Пенсилванија.

## Демографија
По попису из 2010. године број становника је 6.379, што је 33 (-0,5%) становника мање него 2000. године.
| Група             | 2000.         | 2010.         |
| Белци             | 6.298 (98,2%) | 6.184 (96,9%) |
| Афроамериканци    | 28 (0,4%)     | 59 (0,9%)     |
| Азијати           | 13 (0,2%)     | 15 (0,2%)     |
| Хиспаноамериканци | 36 (0,6%)     | 43 (0,7%)     |
| Укупно            | 6.412         | 6.379         |